# 土光杯全日本学生弁論大会
土光杯全日本青年弁論大会（どこうはいぜんにほんせいねんべんろんたいかい）は、政治・行政改革のキャンペーンのために、フジサンケイグループが1985年（昭和60年）に創設した弁論大会。第二次臨時行政調査会会長を務めた土光敏夫の「行革の実行には若い力が必要」との呼びかけをもとに制定された。
応募資格は18歳から35歳までなら誰でも参加可能。論文（2000字以内）による第1次審査があり、例年、「活力ある豊かな日本を築くために」ふさわしいテーマが選ばれる。
論文審査の合格者が出場する弁論大会は、例年1月に東京・大手町の東京サンケイビルで行われ、入賞として、最優秀者1人に「土光杯」（持ち回りトロフィー、翌年大会で返還、レプリカ授与）を、優秀者3人に「産経新聞社杯」「フジテレビ杯」「ニッポン放送杯」を贈る。

## 過去の著名な受賞者
- 星野剛士（衆議院議員） - 第1回大会フジテレビ杯
- 玄葉光一郎（衆議院議員） - 第2回大会ニッポン放送杯
- 金子洋一（元参議院議員） - 第3回大会フジテレビ杯
- 濱口和久（チャンネル桜キャスター、拓殖大学地方政治行政研究所附属防災教育研究センター長・特任教授） - 第9回大会産経新聞社杯
- 野々部尚昭（元稲沢市議会議員） - 第10回大会ニッポン放送杯
- 図越寛（不動産投資家、森友学園塚本幼稚園PTA会長） - 第19回大会産経新聞社杯
- 岩田温（大和大学准教授） - 第19回大会フジテレビ杯
- 椛島明実（全日本学生文化会議職員、椛島有三の娘） - 第31回大会土光杯